# Нокс (округ, Міссурі)
Шаблон:StateAbbr_ 40°07′ пн. ш. 92°09′ зх. д. / 40.12° пн. ш. 92.15° зх. д.
Округ  Нокс (англ. Knox County) — округ (графство) у штаті Міссурі, США. Ідентифікатор округу 29103.

## Історія
Округ Нокс утворений в 1843 році.

## Демографія
За даними перепису 
2000 року 
загальне населення округу становило 4361 осіб, усе сільське.
Серед мешканців округу чоловіків було 2100, а жінок — 2261. В окрузі було 1791 домогосподарство, 1217 родин, які мешкали в 2317 будинках.
Середній розмір родини становив 2,93.
Віковий розподіл населення поданий у таблиці:
| Стать    | До 15 років | 15-21 | 22-29 | 30-39 | 40-49 | 50-65 | 65-85 | Понад 85 |
| -------- | ----------- | ----- | ----- | ----- | ----- | ----- | ----- | -------- |
| Чоловіки | 434         | 201   | 138   | 257   | 301   | 367   | 361   | 41       |
| Жінки    | 453         | 166   | 165   | 272   | 291   | 390   | 426   | 98       |

## Суміжні округи
- Скотланд — північ
- Кларк — північний схід
- Люїс — схід
- Шелбі — південь
- Мейкон — південний захід
- Адер — захід

## Виноски
1. ↑  U.S. Decennial Census. United States Census Bureau. Архів оригіналу за 26 квітня 2015. Процитовано 16 листопада 2014.
2. ↑  Historical Census Browser. University of Virginia Library. Архів оригіналу за 11 серпня 2012. Процитовано 16 листопада 2014.
3. ↑  Population of Counties by Decennial Census: 1900 to 1990. United States Census Bureau. Процитовано 16 листопада 2014.
4. ↑  Census 2000 PHC-T-4. Ranking Tables for Counties: 1990 and 2000 (PDF). United States Census Bureau. Процитовано 16 листопада 2014.
5. ↑  State & County QuickFacts. United States Census Bureau. Архів оригіналу за 7 червня 2011. Процитовано 9 вересня 2013.(англ.) Наведено за англійською вікіпедією.
6. ↑  American FactFinder. Бюро перепису населення США. Архів оригіналу за 26 лютого 2012. Процитовано 31 січня 2008.

| США | Це незавершена стаття з географії США. Ви можете допомогти проєкту, виправивши або дописавши її. |